# The Great American Bash (2004)
The Great American Bash (2004) — пятнадцатое pay-per-view (PPV) шоу Great American Bash и первое, проведённое федерацией рестлинга Wrestling Entertainment (WWE). Шоу прошло 27 июня 2004 года на арене «Norfolk Scope» в Норфолке, Виргиния и было эксклюзивным шоу бренда SmackDown. В расписании мероприятия значилось 8 матчей, три из которых были за чемпионский титул. Проведение шоу принесло WWE прибыль в размере $325 000. В живую The Great American Bash пришло посмотреть 6500 человек, а продажи платных телетрансляций получили рейтинг 0.47.
Главным событием шоу стал бой с форой между Дадли Бойз (Бубба Рей и Ди-Вон) против Гробовщика. В Матче победу одержал Гробовщик, который удержал Ди-Вона после приёма Гробовая плита.

## Результаты
| #                                                           | Результат                                                                 | Условия                                                                 | Время |
| ----------------------------------------------------------- | ------------------------------------------------------------------------- | ----------------------------------------------------------------------- | ----- |
| Sunday Night Heat                                           | Спайк Дадли победил Джейми Ноубла                                         | Поединок один на один                                                   | 04:13 |
| 1                                                           | Джон Сина (c) победил Рене Дюпри, Букера Ти и Роба Ван Дама               | Фатальный четырёхсторонний матч на выбивание за титул чемпиона США WWE1 | 15:52 |
| 2                                                           | Лютер Рейнс (с Куртом Энглом) победил Чарли Хааса (с Мисс Джеки)          | Поединок один на один                                                   | 07:11 |
| 3                                                           | Рей Мистерио (c) победил Чаво Герреро                                     | Поединок за титул чемпиона WWE в первом среднем весе                    | 19:40 |
| 4                                                           | Кэндзо Судзуки (с Хироко) победил Билли Ганна                             | Поединок один на один                                                   | 08:06 |
| 5                                                           | Сэйбл победила Торри Уилсон                                               | Поединок один на один                                                   | 06:06 |
| 6                                                           | Мордекай победил Хардкора Холли                                           | Поединок один на один                                                   | 06:31 |
| 7                                                           | Джон «Брэдшоу» Лэйфилд победил Эдди Герреро (c)                           | «Техасский бычий канат» за титул чемпиона WWE                           | 21:06 |
| 8                                                           | Гробовщик победил «Братьев Дадли» (Бубба Рей и Ди-Вон) (с Полом Хейманом) | Матч с форой Concrete Crypt                                             | 14:42 |
| center\|(c) - refers to the champion heading into the match |                                                                           |                                                                         |       |

| Фатальный четырёхсторонний матч на выбивание ↑ | Фатальный четырёхсторонний матч на выбивание ↑ | Фатальный четырёхсторонний матч на выбивание ↑ | Фатальный четырёхсторонний матч на выбивание ↑ | Фатальный четырёхсторонний матч на выбивание ↑ |
| Выбивание #                                    | Рестлер                                        | Кем был выбит                                  | Каким приёмом был выбит                        | Время                                          |
| ---------------------------------------------- | ---------------------------------------------- | ---------------------------------------------- | ---------------------------------------------- | ---------------------------------------------- |
| 1                                              | Ван Дам                                        | Сина                                           | Удержание после переката                       | 08:19                                          |
| 2                                              | Дюпри                                          | Букер                                          | Удержание после FU от Сины                     | 11:17                                          |
| 3                                              | Букер                                          | Сина                                           | Удержание после FU                             | 15:52                                          |